# Kevin Doyle (acteur)
Kevin Doyle (Scunthorpe, 10 april 1960) is een Brits acteur.

## Carrière
Doyle begon in 1984 met acteren in de film Keep On Running, waarna hij nog meerdere rollen speelde in films en televisieseries. Hij is vooral bekend van zijn rol als Joseph Molesley in de televisieserie Downton Abbey waar hij in 46 afleveringen speelde (2010-2015). Voor deze rol werd hij in 2014 samen met de cast genomineerd voor een Screen Actors Guild Awards in de categorie beste optreden van een cast in een dramaserie. In 2015 won de cast deze prijs. 
Doyle is naast acteur voor televisie ook actief als acteur in het theater, hij heeft onder meer in 10 toneelstukken gespeeld samen met het Royal Shakespeare Company.

## Filmografie

### Films
Uitgezonderd korte films.
- 2022 Downton Abbey: A New Era - als mr. Molesley
- 2021 Resurrection - als Joseph of Arimathea
- 2019 Downton Abbey - als mr. Molesley
- 2018 Care - als voorzitter
- 2016 Reg - als terugkerende officier
- 2014 Text Santa 2014 - als Joseph Molesley
- 2009 Sleep with Me - als Stronson
- 2008 Good - als commandant
- 2005 Big Dippers - als Norman
- 2004 The Libertine - als constable
- 1996 A Midsummer Night's Dream - als Demetrius
- 1984 Keep On Running - als Neil Pearson

### Televisieseries
Uitgezonderd eenmalige gastrollen.
- 2024 Until I Kill You - als David - 2 afl.
- 2022 Sherwood - als Fred Rowley - 6 afl.
- 2020 Miss Scarlet and the Duke - als Henry Scarlet - 6 afl.
- 2016 Paranoid - als geestrechercheur - 7 afl.
- 2016 Happy Valley - als DS John Wadsworth - 6 afl.
- 2010-2015 Downton Abbey - als Joseph Molesley - 46 afl.
- 2015 A.D. The Bible Continues - als Jozef van Arimathea - 6 afl.
- 2014 The Crimson Field - als Roland Brett - 6 afl.
- 2012 Room at the Top - als mr. Thompson - 2 afl.
- 2011-2012 Scott & Bailey - als Geoff Hastings - 5 afl.
- 2009 The Tudors - als John Constable - 3 afl.
- 2008 Silent Witness - als Christopher Andrews - 2 afl.
- 2008 Holby Blue - als Sean Burrows - 3 afl.
- 2006-2007 Drop Dead Gorgeous - las Howard Crane - 9 afl.
- 2007 Dalziel and Pascoe - als Adam Bolt - 2 afl.
- 2006 The Bill - als David Coles - 2 afl.
- 2005 The Rotters' Club - als Colin Trotter - 3 afl.
- 2004 Casualty - als Barry Ricks - 2 afl.
- 2004 Blackpool - als Steve - 6 afl.
- 2000-2003 At Home with the Braithwaites - als Mike Hartnoll - 9 afl.
- 2000 North Square - als rechter Michael Arbuthnot - 2 afl.
- 1997-1999 The Lakes - als John Fisher / John Parr - 13 afl.
- 1999 Holby City - als Simon Harwood - 3 afl.
- 1994 The Stand - als Sarge - 2 afl.

- Gemeinsame Normdatei: 1053578903
- International Standard Name Identifier: 0000 0004 0160 6469
- Library of Congress Control Number: no2013010478
- MusicBrainz: 05668b60-5368-4671-985f-c91c50c8c0c8
- Virtual International Authority File: 296132183
- WorldCat: E39PBJqbgXFy8xJfKqkbxTppT3